# NSTG Bodenbach
NSTG Bodenbach (celým názvem: Nationalsozialistische Turngemeinde Bodenbach) byl německý sportovní klub, který sídlil ve městě Tetschen-Bodenbach v okupovaných Sudetech. Založen byl v roce 1939 po zániku původního sportovního klubu SV Bodenbach. Zanikl v roce 1945 po postupném ústupu německých vojsk z území města.
Největším úspěchem klubu byla celkem dvouroční účast v Gaulize Sudetenland, jedné ze skupin tehdejší nejvyšší fotbalové soutěže na území Německa.

## Umístění v jednotlivých sezonách
Stručný přehled
Zdroj: 
- 1942–1943: Gauliga Sudetenland Mitte
- 1943–1944: Gauliga Sudetenland – sk. 2

Jednotlivé ročníky
Zdroj: 
Legenda: Z - zápasy, V - výhry, R - remízy, P - porážky, VG - vstřelené góly, OG - obdržené góly, +/- - rozdíl skóre, B - body, červené podbarvení - sestup, zelené podbarvení - postup, fialové podbarvení - reorganizace, změna skupiny či soutěže
| Velkoněmecká říše (1942 – 1944) |                             |        |   |   |   |   |    |    |     |   |        |
| Sezóny                          | Liga                        | Úroveň | Z | V | R | P | VG | OG | +/- | B | Pozice |
| 1942/43                         | Gauliga Sudetenland Mitte   | 1      | 7 | 3 | 1 | 3 | 26 | 23 | +3  | 7 | 4.     |
| 1943/44                         | Gauliga Sudetenland – sk. 2 | 1      | 8 | 2 | 1 | 5 | 20 | 27 | -7  | 5 | 5.     |